# Киев-90
«Ки́ев-90» — среднеформатный однообъективный зеркальный фотоаппарат, выпускавшийся на киевском заводе «Арсенал».
«Киев-90» является профессиональной системной камерой высокого класса.
Фотоаппарат «Киев-90» имеет модульную конструкцию с присоединяемым и легко заменяемым объективом, видоискателем и кассетой для фотоплёнки (как и фотоаппараты «Салют», «Салют-С», «Киев-88».
Выпущен в малом количестве, порядка 30 штук. По обзорам журнала «Советское фото» стоимость «Киева-90» во второй половине 1980-х годов составляла 1500 рублей.

## Технические характеристики
- Фотоаппараты имеют внешний вид и устройство, как и среднеформатные однообъективные зеркальные фотоаппараты «Салют», «Салют-С» и «Киев-88».
- К центральнорасположенному корпусу крепятся легкозаменяемый объектив, видоискатель и кассета для фотоплёнки.
- Тип применяемого фотоматериала — плёнка типа 120 или плёнка типа 220. Сменная кассета несовместима с сменными кассетами фотоаппаратов «Киев-88».
- Размер кадра 4,5×6 см, на плёнке типа 120 получалось 16 кадров.
- Взвод затвора и перемотки плёнки головкой на правой стороне корпуса камеры.
- Затвор шторный фокальный с электронным управлением, с матерчатыми шторками (движение вдоль короткой стороны кадра). Диапазон выдержек от 4 до 1/1000 с и «В».
- Синхроконтакт «Х» и центральный синхроконтакт. Выдержка синхронизации 1/60 с.
- Крепление объективов к камере — байонет Б (с накидной гайкой).
- Репетир диафрагмы на корпусе камеры.
- Штатный объектив с «прыгающей» диафрагмой «МС Волна-3Б» 2,8/80 с многослойным просветлением и механической передачей значений диафрагмы в экспонометрическое устройство камеры или «МС Волна-3А» 2,8/80 с электронной передачей значений диафрагмы.
- Значения диафрагм от 2,8 до 22.
- Видоискатель зеркальный, зеркало постоянного визирования. Съёмная пентапризма или складная светозащитная шахта с лупой.
- Фокусировочный экран видоискателя — линза Френеля с матовым кругом и микрорастром в центре и с клиньями Додена. Аппарат рассчитан на применение сменных фокусировочных экранов.
- Штативное гнездо с резьбой 3/8 дюйма.

## Экспонометрическая автоматика
Фотоаппарат «Киев-90» — автомат с приоритетом диафрагмы. При установленном значении светочувствительности фотоплёнки и значений диафрагмы электронноуправляемый фотографический затвор бесступенчато отрабатывает выдержку от 4 до 1/1000 сек. Имеется возможность экспокоррекции. Механическая выдержка — 1/60 сек.
- Источник питания экспонометра — батарея из четырёх элементов СЦ-32 (современный аналог LR-44, AG-13).
- Фотоприёмник — CdS—фоторезистор расположен не на гранях пентапризмы, а в корпусе аппарата, что позволяет работать в автоматическом режиме при любых сменных видоискателях.
- Диапазон светочувствительности фотоплёнки от 16 до 2000 ед. ГОСТ.
- Измеряемый диапазон яркостей от 1,6 до 13000 кд/м2.
- В поле зрения видоискателя видна светодиодная индикация, режим свечения которой свидетельствует о работе TTL-экспонометрического устройства. Возможна полуавтоматическая или ручная установка экспозиции.
- Светоизмерение возможно на закрытой до рабочего значения диафрагме (объектив «МС Волна-3Б») или на открытой (объектив «МС Волна-3А»).

## Фотоаппараты «Киев-645»
- Фотоаппарат «Киев-90» выпускался и под названием «Киев-645».
- С 90-х годов на заводе «Арсенал» выпускается фотоаппарат «Киев-645» с размером кадра 4,5×6 см. Ориентация кадра вертикальная. Эта камера сконструирована на базе аппарата «Киев-60», в дальнейшем выпускалась малыми партиями с рестайлинговым дизайном под названием «Arax-645».

## Сменные объективы с байонетом Б
| Объектив    | Иллюстрация | Фокусное расстояние | Относительное отверстие | Угол поля зрения объектива | Применение                  |
| ----------- | ----------- | ------------------- | ----------------------- | -------------------------- | --------------------------- |
| Зодиак-8Б   |             | 30                  | 3,5                     | 180°                       | фишай (рыбий глаз)          |
| Мир-26Б     |             | 45                  | 3,5                     | 83°                        | широкоугольный объектив     |
| Мир-3Б      |             | 65                  | 3,5                     | 66°                        | широкоугольный объектив     |
| Мир-38Б     |             | 65                  | 3,5                     | 66°                        | широкоугольный объектив     |
| Волна-3Б    |             | 80                  | 2,8                     | 44°                        | нормальный объектив         |
| Вега-12Б    |             | 90                  | 2,8                     | 47°                        | нормальный объектив         |
| Вега-28Б    |             | 120                 | 2,8                     | 31°                        | длиннофокусный объектив     |
| Калейнар-3Б |             | 150                 | 2,8                     | 28°                        | длиннофокусный объектив     |
| Юпитер-36Б  |             | 250                 | 3,5                     | 19°                        | длиннофокусный объектив     |
| Таир-33Б    |             | 300                 | 4,5                     | 15°                        | длиннофокусный объектив     |
| ЗМ-3Б       |             | 600                 | 8,0                     | 7,5°                       | зеркально-линзовый объектив |

Примечание: в таблице использовано несколько иллюстраций аналогичных объективов с байонетом В. Википедия не располагает нужными фотографиями.
Рабочий отрезок байонета Б составлял 74,1 мм, с помощью соответствующих адаптеров объективы от камер «Киев-6С», «Киев-60» и «Киев-90» могли применяться на большинстве фотоаппаратов с шторным затвором.
Наиболее известны адаптеры к фотоаппаратам с резьбовым соединением M42×1/45,5.